# Ascothoracica
Ascothoracida är en liten grupp kräftdjur med starkt ombildad kropp som lever som parasiter i tagghudingar och nässeldjur. Gruppen har 113 arter. I Sverige förekommer bara det s.k. "Öresundsdjuret" (Ulophysema oeresundense), som lokalt är ganska vanlig i vissa sjöborrar. 

## "Öresundsdjuret"
Ulophysema upptäcktes och beskrevs av den svenske zoologen Hans Brattström 1936. Han studerade arten i Öresund och Kattegatt.

### Byggnad
Vuxna Ulophysema lever som endoparasiter i kroppshålan hos de oregelbundna sjöborrarna Echinocardium cordatum och Brissopsis lyrifera, som är vanliga på mjukbottnar. 
Den vuxna honan är starkt omvandlad och ser ut som en oregelbundet formad säck, vanligen gulaktig och 1–2 cm lång, som ligger i sjöborrens kroppshåla. Hanen har större likheter med cyprislarven. Ascothoracider har sex benpar på thorax. Abdomen har fyra segment och en platta (telson) med bihang (furca). Kroppen har en tvåklaffig mantel (carapax) som är utvidgad hos honan och innehåller grenar från matsmältningskanalen.
Larverna liknar rankfotingarnas larver: första stadiet är en naupliuslarv, och därefter följer en cyprislarv, som är det infekterande stadiet.

### Förekomst
Särskilt i Öresund i områdena kring Ven är en betydande procent av E. cordatum infekterade. I Bohuslän tycks däremot inte Echinocardium-arter infekteras, utan arten lever i stället sparsamt i Brissopsis. Infekterade sjöborrar blir sterila.
Vid Brattströms undersökningar 1936-1939 var cirka 1/4 av E. cordatum i Öresund infekterade. En ny undersökning gjordes 2002-2006 i Knähakenområdet utanför Helsingborg. Vid denna tidpunkt var bara cirka 1/20 av samma sjöborre infekterade. Vid Brattströms undersökningar var färre sjöborrar infekterade i Kattegatt och Skälderviken än i Öresund, vilket tros bero på miljöfaktorer, och detta kan kanske också förklara nedgången i Öresund.

## Andra ascothoracider
I Vita havet förekommer en annan art, Dendrogaster astericola, i kroppshålan på sjöstjärnor av släktet Solaster (solstjärnor).
Ascothoracider kan också parasitera på nässeldjur. I tropiska vatten angrips t.ex. koralldjur av släktet Palythoa av ascothoracider av släktet Baccalaureus som orsakar en sorts gallbildningar på korallerna.

## Systematik
Ascothoracida räknas som en systergrupp till infraklassen rankfotingar (Cirripedia) inom underklassen Thecostraca i klassen Maxillopoda bland kräftdjuren. Tidigare har gruppen räknats som en av överordningarna inom Cirripedia. Den anses dock ha vissa primitivare drag och även vissa anknytningar till hoppkräftorna.